# Otto Gebühr

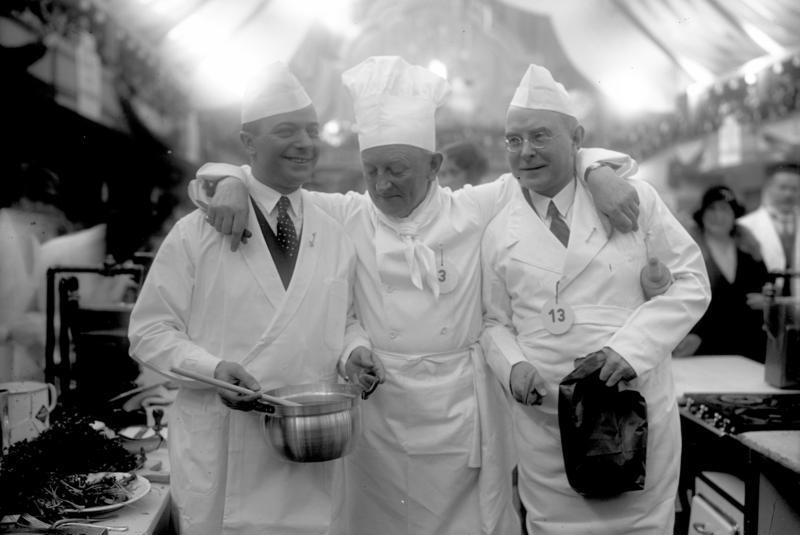
Otto Gebühr (au centre) à Berlin, en 1931.

Otto Gebühr, né le 29 mai 1877 à Kettwig/Ruhr – aujourd'hui Essen-Kettwig – et mort le 14 mars 1954 à Wiesbaden, est un acteur allemand.
Sa ressemblance avec Frédéric II de Prusse lui valut d'incarner ce personnage à l'écran à plusieurs reprises.

## Biographie
Otto Gebühr fait des études de commerce à Cologne et s'installe en 1896 à Berlin. Il commence alors à fréquenter les scènes de théâtre et obtient un engagement à Görlitz. Il travaille ensuite à Dresde au Théâtre de la Cour, puis au théâtre Lessing à Berlin. Il s'engage comme volontaire pendant la Grande guerre, et il est démobilisé en 1917. Il est alors engagé par Max Reinhardt à Berlin. C'est aussi à cette époque qu'il commence à jouer pour le cinéma muet, ayant été introduit dans ce milieu sur les recommandations de Paul Wegener. On peut retenir son rôle de l'empereur Rodolphe dans Le Golem en 1920.
Grâce à son étonnante ressemblance avec Frédéric le Grand, il jouera de nombreuses fois le rôle du roi de Prusse au cinéma.
Il joue dans plus de 102 films entre 1917 et 1952. Otto Gebühr s'est marié en 1910 avec Cornelia Bertha Julius dont il a une fille, Hilde, qui sera actrice avant-guerre ; et en 1942, il épouse Doris Krüger (1913-1950) qui lui donne un fils, Michael, devenu spécialiste de la préhistoire.

## Filmographie partielle
Dans le rôle de Frédéric le Grand :
- 1922-1923 : Fridericus Rex, d'Arzén von Cserépy : le prince héritier Frédéric
- 1926 : le Moulin de Sans-Souci (Die Mühle von Sans Souci)
- 1928 : Der alte Fritz, de Gerhard Lamprecht
- 1930 : Le Concert de flûte de Sans-Souci (Das Flötenkonzert von Sanssouci), de Gustav Ucicky avec Renate Müller
- 1932 : Die Tänzerin von Sans Souci, de Friedrich Zelnik avec Lil Dagover et Rosa Valetti
- 1933 : Der Choral von Leuthen, de Carl Froelich avec Olga Tschechowa
- 1937 : Fridericus, de Johannes Meyer
- 1937 : Das schöne Fraulein Schragg, de Hans Deppe*
- 1942 : Le Grand Roi (Der Große König), de Veit Harlan avec Kristina Söderbaum
- 1951 : Unsterbliche Geliebte, de Veit Harlan avec Kristina Söderbaum

Dans d'autres rôles :
- 1920 : Whitechapel (Whitechapel. Eine Kette von Perlen und Abenteuern) d'Ewald André Dupont
- 1920 : L'Émeraude fatale (Abend… Nacht… Morgen) de Friedrich Wilhelm Murnau
- 1929 : Waterloo de Karl Grune, rôle de Gebhard Leberecht von Blücher
- 1931 : Le Roi des Aulnes de Marie-Louise Iribe